# Daniel Arias Aranda
Daniel Arias Aranda (Madrid, 1972) es un economista español, Catedrático de Organización de Empresas de la Facultad de Ciencias Económicas y Empresariales de la Universidad de Granada y escritor.

## Biografía profesional
Licenciado en Administración y Dirección de Empresas y en Economía por la Universidad Carlos III de Madrid, es doctor en Ciencias Económicas y Empresariales por la Universidad Complutense de Madrid. Ha sido profesor asociado en la Universidad Complutense de Madrid desde 1997 a 1999. Desde 1999 ha sido Profesor Asociado, Profesor Titular (2003) y obtuvo plaza de Catedrático de Organización de Empresas de la Facultad de Ciencias Económicas y Empresariales de Granada en 2011. 
Sus investigaciones se han centrado en la Dirección de Operaciones, Gestión de la Innovación, Gestión de Empresas de Servicios, Relación entre la implantación de Sistemas de Planificación de Recursos Empresariales (ERP) avanzados y la Gestión de la Cadena de suministro y Simulación.  También ha publicado trabajos en el ámbito del I+D+i en el ámbito de la Alimentación Funcional así como relativos al Desarrollo Empresarial en el Parque Tecnológico de Ciencias de la Salud de Granada en su etapa como Director del Centro de Planificación y Desarrollo Empresarial del Parque Tecnológico de Ciencias de la Salud
Desde sus distintas responsabilidades públicas, ha sido Secretario del Departamento de Organización de Empresas de la Universidad de Granada (2004-2006), Vicedecano de la Facultad de Ciencias Económicas y Empresariales de dicha universidad (2006-2008), Director del Centro de Planificación y Desarrollo Empresarial del Parque Tecnológico de Ciencias de la Salud (2008-2011) y Coordinador del Doble Master en Economics and International Management (Universidad de Granada-SRH Hochschule Berlin Archivado el 8 de febrero de 2010 en Wayback Machine.) (2011-2015).
Ha sido Investigador principal y ha participado en numerosos proyectos de investigación competitivos a nivel nacional e internacional relacionados con la implementación de ERP avanzados para la Gestión de la cadena de suministro. Actualmente imparte docencia en la Escuela Técnica Superior de Ingeniería de Caminos Canales y Puertos, en la Facultad de Ciencias del Trabajo y Recursos Humanos y en la Facultad de Ciencias Económicas y Empresariales de la Universidad de Granada.
Ha sido profesor invitado impartiendo conferencias en diferentes universidades a nivel nacional e internacional, entre otras la Tulane University (Luisiana, EE. UU.), Bucknell University (Pensilvania, EE. UU.), University of Economics at Bratislava (Eslovaquia), Universidad Tecnológica de El Salvador (El Salvador), Universidad del Caribe (Quintana Roo, México), ESIC (España) o SRH Hochschule Berlin (Alemania). 
Obtuvo en 2011 el Premio a la Excelencia Docente de la Universidad de Granada y en 2005 y 2006 dos menciones de honor consecutivas en proyectos de innovación docente relacionados con la Simulación Empresarial. Ha dirigido más de una docena de tesis doctorales. 
Es autor y coordinador junto a la Prof. Beatriz Minguela Rata de la Universidad Complutense de Madrid de la obra "Dirección de la Producción y Operaciones: Aspectos Estratégicos" y "Dirección de la Producción y Operaciones: Aspectos Operativos" de la Ed. Pirámide que cuenta con más de 60 profesores expertos entre sus autores. 
Desde 2017 es colaborador de varios Podcast como "Días Extraños" de Santiago Camacho con la Sección "Economía Extraña" o Frikilosofía. A raíz del artículo "Querido alumno universitario de grado: te estamos engañando", que se hizo viral en 2023 ha concedido entrevistas a Antena 3, Cadena Dial, Onda Cero, COPE, El Debate, Almería Hoy,  La Voz del Sur, La Razón, The Objective, Telecinco, La Vanguardia, El Ideal, ABC, Cadena SER o El Mundo entre otros medios. A partir de ese artículo, ha publicado el libro "Querido alumno: Te estamos engañando", Ed. Temas de Hoy.
En 2023 ha publicado la novela "La respuesta a todo", Ed. Titanium, desarrollada en un futuro cercano con contenidos de thriller, novela negra y de espionaje sobre la base de la ciencia ficción. Es, en realidad, una proyección en el futuro cercano a partir de las tendencias tecnológicas, sociales y geopolíticas actuales. 

## Cargos ejercidos
- Coordinador del Master in Economics, Universidad de Granada
- Vocal de la comisión de evaluación interna del Grado Comercialización e Investigación de Mercados, Universidad de Granada
- Miembro de la Comisión de Garantía de la Calidad del Double Master in Economics and International Management (Universidad de Granada / SRH Hochschule Berlin Archivado el 31 de diciembre de 2015 en Wayback Machine.)
- Member of the International Advisory Board and Quality Accreditation of the Master in International Management at SRH Hochschule Berlin Archivado el 31 de diciembre de 2015 en Wayback Machine.
- Evaluador de la Agencia Nacional de Evaluación y Prospectiva (ANEP) desde 2007
- Evaluador de proyectos Horizonte 2020 de la Comisión Europea
- Presidente de la Sección de Dirección de Operaciones y Tecnología de la Asociación Científica de Economía y Dirección de Empresas (ACEDE)
- Editor Asociado de la revista científica Business Review Quarterly
- Revisor de multitud de revistas científicas en Dirección de la Producción y Dirección de Empresas.
- Miembro del claustro de la Universidad de Granada (2008-2012)

## Artículos y libros
Es autor de cerca de cien publicaciones científicas sobre Dirección de Operaciones, Simulación Empresarial e implantación de ERP. A modo de muestra y, entre otros, de los siguientes:
- Peyman Rabiei, Daniel Arias-Aranda, Vladimir Stantchev (2023): "Introducing a novel multi-objective optimization model for Volunteer assignment in the post-disaster phase: combining fuzzy inference systems with NSGA-II and NRGA", Expert Systems with Applications, 120142, ISSN 0957-4174, https://doi.org/10.1016/j.eswa.2023.120142.
- Drljevic, N.; Aranda, D.A.; Stantchev, V. (2022): An Integrated Adoption Model to Manage Blockchain-Driven Business Innovation in a Sustainable Way. Sustainability, 14, 2873. https://doi.org/10.3390/su14052873
- Rabiei, P.; Arias-Aranda, D. (2021). Design and Development of a Genetic Algorithm Based on Fuzzy Inference Systems for Personnel Assignment Problem. WPOM-Working Papers on Operations Management. 12(1):1-27. https://doi.org/10.4995/wpom.14699
- Colomo-Palacios, R,  Sánchez-Gordón, M,  Arias-Aranda, D.  (2020): A critical review on blockchain assessment initiatives: A technology evolution viewpoint. J Softw Evol Proc.; 32:e2272. https://doi.org/10.1002/smr.2272
- Manuel Rios De Haro, Marco Opazo-Basáez, and Daniel Arias Aranda (2019): IT implementation and customer results: the mediating role of the competitive priorities achieved by the firm. International Journal of Business Environment 2019 10:4, 329-345, https://doi.org/10.1504/IJBE.2019.101644
- Sánchez‐Montesinos F, Opazo Basáez M, Arias Aranda D, Bustinza OF. (2018): Creating isolating mechanisms through digital servitization: The case of Covirán. Strategic Change; 27:121–128. https://doi.org/10.1002/jsc.2187.
- Rabiei, P., & Arias-Aranda, D. (2018). An Adaptive Network-based Fuzzy Inference System for predicting organizational commitment according to different levels of job satisfaction in growing economies. SIMULATION, 94(4), 341–358. https://doi.org/10.1177/0037549717712037
- Huynh T., Patton D., Arias-Aranda D., Molina-Fernández L. M. (2017): University spin-off's performance: Capabilities and networks of founding teams at creation phase, Journal of Business Research,  78, 10-22. https://doi.org/10.1016/j.jbusres.2017.04.015.
- Arias-Aranda, D; Bustinza-Sánchez, O.; Djundubaev, R. (2016):  "Efectos de los juegos de simulación de empresas y Gamification en la actitud emprendedora en enseñanzas medias", Revista de Educación (371).
- Minguela-Rata, B.; Arias-Aranda, D.; Opazo-Basáez, M. (2014): “Supply chain management (SCM); Processes, integration and (SC) e-business.”in Handbook of Strategic e-Business Management, Springer ISBN 978-3-642-39747-9
- Arias-Aranda, D.; Jaría-Chacón, N. (2014): "Servitización y creación de valor: Implementación en plataformas de dispositivos móviles", Dyna, Vol. 89, N.º 3, pp. 1.
- Mihi, A.; Arias-Aranda, D.; García-Morales V.J. (2012): “Knowledge creation and flexibility of distribution of information”, Industrial Management and Data Systems, Vol. 112, Iss. 2, pp. 166-185

- Arias-Aranda, D.; Bustinza Sánchez, O.; Barrales Molina, V. (2011): “Operations Flexibility and Outsourcing Benefits: An Empirical Study in Service Firms”, The Service Industries Journal, Vol. 31, N.º 11, pp. 1-22.

- Arias-Aranda, D.; Navarro-Jiménez, M.I.; Zurita-López, J.M (2010): “A Fuzzy Expert System for Business Management”, Expert Systems With Applications, Vol. 37, No. 12, pp. 7570-7580
- Arias-Aranda, D.; Romerosa Martínez, M.M. (2010): "Innovation on Functional Foods Industry in a peripheral region of the European Union: Andalusia (Spain)", Food Policy, Vol. 35. No. 3, pp. 240-246

- Diversos otros ensayos, trabajos y monografías de investigación publicados en revistas nacionales e internacionales.